# تپه‌آبادی خرابه لامیان
تپه آبادی خرابه لامیان مربوط به عصر برنز -قرون متاخر دوران‌های تاریخی پس از اسلام است و در شهرستان تویسرکان، بخش قلقل رود، روستای لامیان واقع شده و این اثر در تاریخ ۱۸ خرداد ۱۳۸۴ با شمارهٔ ثبت ۱۱۸۸۷ به‌عنوان یکی از آثار ملی ایران به ثبت رسیده است.